# Bianchi (equipo ciclista 1905-1966)
Bianchi fue un equipo ciclista italiano de ciclismo en ruta que compitió entre 1905 y 1961. Es uno de los diferentes equipos que ha competido con este nombre.
Surgido a partir de la fábrica de bicicletas del mismo nombre, el equipo a lo largo de su historia consiguió numerosos éxitos, entre los cuales destacan seis Giros de Italia. Entre sus ciclistas, sobresalen los nombres de Gaetano Belloni, Giuseppe Olmo y Fausto Coppi.
El equipo dejó la actividad en 1961, reapareció en 1965 y desapareció al año siguiente. 

## Corredor mejor clasificado en las Grandes Vueltas

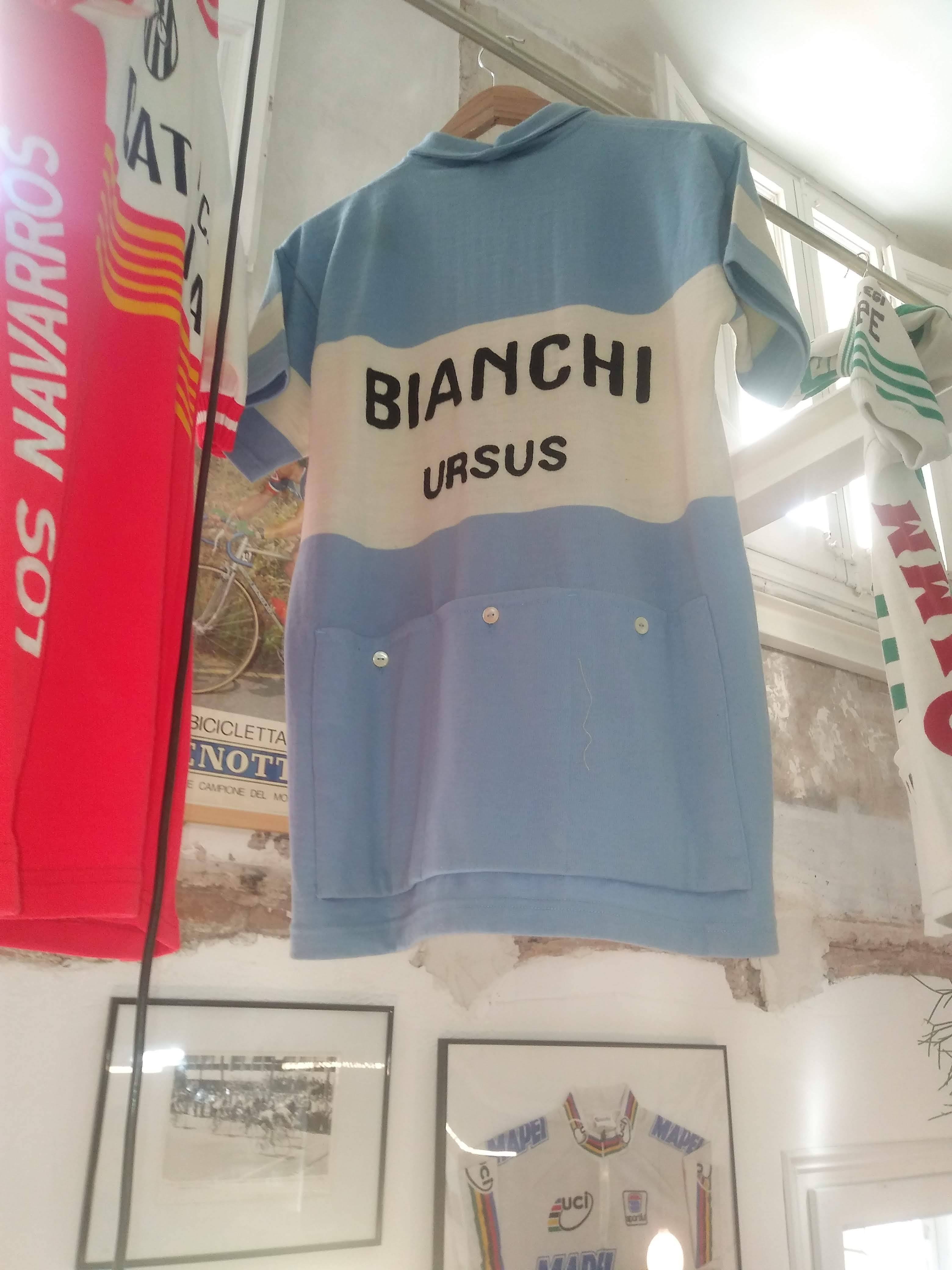
Maillot del equipo ciclista del Bianchi Ursus (1949-1950)

| Año  | Giro de Italia          | Tour de Francia | Vuelta a España |
| ---- | ----------------------- | --------------- | --------------- |
| 1905 | X                       | -               | X               |
| 1906 | X                       | -               | X               |
| 1907 | X                       | -               | X               |
| 1908 | X                       | -               | X               |
| 1909 | 7.º Dario Beni          | -               | X               |
| 1910 | A                       | -               | X               |
| 1911 | 1.º Carlo Galetti       | -               | X               |
| 1912 | A                       | -               | X               |
| 1913 | -                       | -               | X               |
| 1914 | A                       | -               | X               |
| 1915 | X                       | X               | X               |
| 1916 | X                       | X               | X               |
| 1917 | X                       | X               | X               |
| 1918 | X                       | X               | X               |
| 1919 | 2.º Gaetano Belloni     | -               | X               |
| 1920 | 1.º Gaetano Belloni     | -               | X               |
| 1921 | 2.º Gaetano Belloni     | -               | X               |
| 1922 | A                       | -               | X               |
| 1923 | -                       | -               | X               |
| 1924 | -                       | -               | X               |
| 1925 | -                       | -               | X               |
| 1926 | -                       | -               | X               |
| 1927 | 6.º Arturo Bresciani    | -               | X               |
| 1928 | 6.º Aristide Cavallini  | -               | X               |
| 1929 | 2.º Domenico Piemontesi | -               | X               |
| 1930 | 3.º Allegro Grandi      | -               | X               |
| 1931 | 8.º Ambrogio Morelli    | -               | X               |
| 1932 | 6.º Michele Mara        | -               | X               |
| 1933 | 4.º Alfredo Bovet       | -               | X               |
| 1934 | 4.º Giuseppe Olmo       | -               | X               |
| 1935 | 3.º Giuseppe Olmo       | -               | -               |
| 1936 | 2.º Giuseppe Olmo       | -               | -               |
| 1937 | 18.º Vasco Bergamaschi  | -               | X               |
| 1938 | 6.º Walter Generati     | -               | X               |
| 1939 | 15.º Diego Marabelli    | -               | X               |
| 1940 | 4.º Mario Vicini        | X               | X               |
| 1941 | X                       | X               | -               |
| 1942 | X                       | X               | -               |
| 1943 | X                       | X               | X               |
| 1944 | X                       | X               | X               |
| 1945 | X                       | X               | -               |
| 1946 | 2.º Fausto Coppi        | X               | -               |
| 1947 | 1.º Fausto Coppi        | -               | -               |
| 1948 | Abandono                | -               | -               |
| 1949 | 1.º Fausto Coppi        | -               | X               |
| 1950 | 42.º Désiré Keteleer    | -               | -               |
| 1951 | 4.º Fausto Coppi        | -               | X               |
| 1952 | 1.º Fausto Coppi        | -               | X               |
| 1953 | 1.º Fausto Coppi        | -               | X               |
| 1954 | 4.º Fausto Coppi        | -               | X               |
| 1955 | 2.º Fausto Coppi        | -               | -               |
| 1956 | 23.º Andrea Carrea      | -               | -               |
| 1957 | 13.º Nino Defilippis    | -               | -               |
| 1958 | 14.º Germano Barale     | -               | -               |
| 1959 | 3.º Diego Ronchini      | -               | -               |
| 1960 | 8.º Diego Ronchini      | -               | -               |
| 1961 | 20.º Franco Balmamion   | -               | -               |

## Principales resultados
- Milán-Turín: Giovanni Rossignoli (1905), Costante Girardengo (1915), Oscar Egg (1917), Federico Gay (1921), Aldo Bini (1952), Nello Fabbri (1959)
- Giro del Piemonte: Mario Bruschera (1911), Costante Girardengo (1922), Aldo Bini (1936), Cino Cinelli (1940), Silvano Ciampi (1959), Romeo Venturelli (1965).
- Giro de Lombardía: Lauro Bordin (1914), Gaetano Belloni (1918), Costante Girardengo (1922), Michele Mara (1930), Aldo Bini (1937, 1942), Fausto Coppi (1946, 1947, 1948, 1950, 1954), Diego Ronchini (1957)
- Milán-San Remo: Ugo Agostoni (1914), Gaetano Belloni (1917, 1920), Costante Girardengo (1918), Michele Mara (1930), Alfredo Bovet (1932), Giuseppe Olmo (1935, 1938), Adolfo Leoni (1942), Cino Cinelli (1943), Fausto Coppi (1946, 1948, 1949), Loretto Petrucci (1952)
- Giro de Emilia: Angelo Gremo (1917, 1922), Costante Girardengo (1918), Domenico Piemontesi (1927), Alfonso Piccin (1928), Allegro Grandi (1929), Giuseppe Olmo (1936), Fausto Coppi (1941, 1947, 1948), Adolfo Leoni (1942, 1946), Diego Ronchini (1958), Carmine Preziosi (1966)
- Giro de Campania: Angelo Gremo (1921), Giuseppe Olmo (1938), Olimpio Bizzi (1941), Fausto Coppi (1954, 1955), Angelo Conterno (1956)
- Volta a Cataluña: Alfredo Bovet (1933)
- Giro de los Apeninos: Cino Cinelli (1937), Fausto Coppi (1955), Silvano Ciampi (1959)
- Giro del Veneto: Adolfo Leoni (1939), Fausto Coppi (1941, 1947, 1950), Angelo Conterno (1957), Diego Ronchini (1960)
- Giro de Toscana: Fausto Coppi (1941), Vito Ortelli (1942), Olimpio Bizzi (1943), Loretto Petrucci (1951)
- Giro del Lacio: Adolfo Leoni (1941), Diego Ronchini (1959), Bruno Mealli (1961)
- París-Roubaix: Serse Coppi (1949), Fausto Coppi (1950)
- Flecha Valona: Fausto Coppi (1950)
- Vuelta a Suiza: Pasquale Fornara (1952)
- Vuelta a Marruecos: Franco Giacchero (1952)
- París-Tours: Joseph Schils (1953)
- Giro de la Romagna: Dino Zandegù (1965)
- Coppa Sabatini: Luciano Armani (1965)
- Tirreno-Adriático: Dino Zandegù (1966)
- Trofeo Laigueglia: Antonio Bailetti (1966)
- Gran Premio Ciudad de Camaiore: Bruno Mealli (1966)

### Campeonatos nacionales
- Campeonato de Bélgica en ruta. Jules Van Hevel (1921)
- Campeonato de Francia en ruta. Raphaël Géminiani (1953)
- Campeonato de Italia en ruta. Dario Beni (1909 y 1911); Costante Girardengo (1922); Giuseppe Olmo (1936); Adolfo Leoni (1941); Fausto Coppi (1947, 1949, 1955); Diego Ronchini (1959)

### En las grandes vueltas
- Giro de Italia
  - 39 participaciones (1909, 1910, 1911, 1912, 1914, 1919, 1920, 1921, 1922, 1927, 1928, 1929, 1930, 1931, 1932, 1933, 1934, 1935, 1936, 1937, 1938, 1939, 1940, 1946, 1947, 1948, 1949, 1950, 1951, 1952, 1953, 1954, 1955, 1956, 1957, 1958, 1959, 1960, 1961), 1966)
  - 118 victorias de etapa:
    - 2 el 1909: Giovanni Rossignoli (2)
    - 5 el 1911: Carlo Galetti (3), Giovanni Rossignoli, Dario Beni
    - 2 el 1914: Giuseppe Azzini (2)
    - 2 el 1919: Gaetano Belloni, Oscar Egg
    - 6 el 1920: Gaetano Belloni (4), Giuseppe Olivieri, Ugo Agostoni
    - 3 el 1921: Gaetano Belloni (3)
    - 3 el 1922: Gaetano Belloni (2), Costante Girardengo
    - 2 el 1927: Arturo Bresciani, Domenico Piemontesi
    - 5 el 1928: Domenico Piemontesi (5)
    - 2 el 1929: Gaetano Belloni, Domenico Piemontesi
    - 7 el 1930: Michele Mara (5), Domenico Piemontesi, Allegro Grandi
    - 3 el 1931: Michele Mara (2), Ambrogio Morelli
    - 2 el 1933: Giuseppe Olmo (2)
    - 3 el 1934: Giuseppe Olmo (3)
    - 4 el 1935: Giuseppe Olmo (4)
    - 11 el 1936: Giuseppe Olmo (10), Aldo Bini
    - 4 el 1937: Aldo Bini (3), Giuseppe Olmo
    - 1 el 1938: Adolfo Leoni
    - 3 el 1939: Diego Marabelli, Adolfo Leoni, Vasco Bergamaschi
    - 10 el 1940: Olimpio Bizzi (4), Adolfo Leoni (4), Mario Vicini (2)
    - 6 el 1946: Fausto Coppi (4), Adolfo Leoni, Aldo Baito
    - 6 el 1947: Fausto Coppi (3), Adolfo Leoni (3)
    - 5 el 1948: Fausto Coppi (2), Oreste Conte (2), Bruno Pasquini
    - 5 el 1949: Fausto Coppi (3), Oreste Conte (2)
    - 2 el 1950: Oreste Conte (2)
    - 2 el 1951: Fausto Coppi (2)
    - 4 el 1952: Fausto Coppi (3), Pasquale Fornara
    - 4 el 1953: Fausto Coppi (3), Ettore Milano
    - 1 el 1954: Fausto Coppi
    - 1 el 1955: Fausto Coppi
    - 1 el 1958: Guido Boni
    - 1 el 1959: Antonino Catalano
    - 2 el 1965: Luciano Armani, Bruno Mealli
    - 2 el 1966: Dino Zandegù (2)

  - 6 clasificación finales:
    - Carlo Galetti (1911)
    - Gaetano Belloni (1920)
    - Fausto Coppi (1947, 1949, 1952, 1953)

  - 9 clasificaciones secundarias:
    - Gran Premio de la montaña: Fausto Coppi (1948, 1949, 1954), Raphaël Géminiani (1952)
    - Clasificación por equipos: (1911, 1920, 1921, 1930, 1952)

- Tour de Francia
  - 0 participaciones

- Vuelta en España
  - 0 participaciones